# Vacerrena
Vacerrena is een geslacht van weekdieren uit de klasse van de Gastropoda (slakken).

## Soorten
- Vacerrena kesteveni (Hedley, 1900)
- Vacerrena nana (H. Adams, 1872)